# Уктур
Укту́р (рос. Уктур) — селище у складі Комсомольського району Хабаровського краю, Росія. Адміністративний центр та єдиний населений пункт Уктурського сільського поселення.

## Населення
Населення — 1714 осіб (2010; 2001 у 2002).
Національний склад (станом на 2002 рік):
- росіяни — 91 %